# Groty Mechowskie
Groty Mechowskie (Grota Mechowska, Grota w Mechowej, Jaskinia w Mechowie, niem. Mechauer Höhle) – jaskinia we wsi Mechowo (gmina Puck, powiat pucki, województwo pomorskie) w obrębie Wysoczyzny Żarnowieckiej, wytworzona w osadach fluwioglacjalnych zlodowacenia bałtyckiego. Duża osobliwość geologiczna w skali Niżu Środkowoeuropejskiego, chroniona od 1955 roku jako pomnik przyrody nieożywionej. Po drugiej wojnie światowej udostępniona dla ruchu turystycznego – przebiega obok niej szlak turystyczny.

## Opis

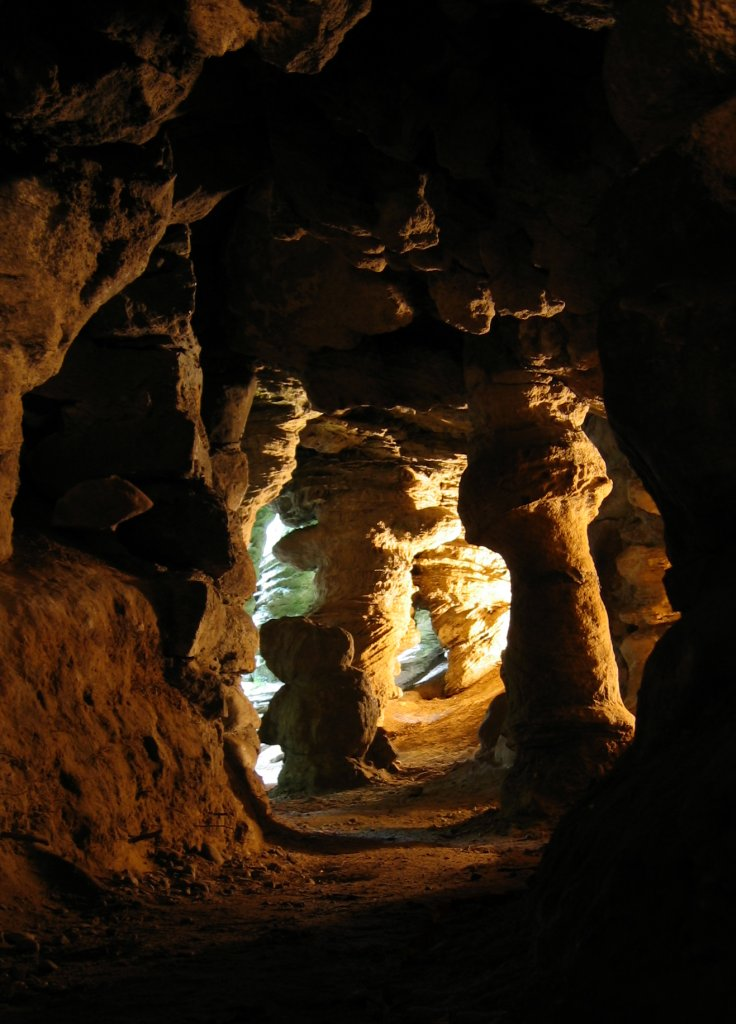
Groty Mechowskie – wewnątrz

Geneza jaskini jest złożona. Rozwinęła się w gruboziarnistych piaskowcach i zlepieńcach scementowanych spoiwem kalcytowym. Przesączające się wody wymywały luźniejszy materiał (sufozja) tworząc niewielkie, początkowo podziemne pustki. Przyotworowe partie jaskini kształtowane były m.in. przez procesy erozji wodnej i eolicznej. Dalsze partie powstały w wyniku działalności człowieka polegającej na rozkopywaniu i poszerzaniu pierwotnych pustek. Dowodzi tego m.in. porównanie planów jaskini z różnych lat. Dno jaskini pokrywa piaszczyste namulisko, obecnie w części udostępnionej do zwiedzania przysypane sztucznie dostarczonym żwirem.
Jaskinia posiada kilka otworów; charakterystyczne są skalne kolumny z piaskowca o większej odporności. Prześwity pomiędzy nimi prowadzą do dalszych części, w tym dosyć rozległej salki, gdzie kończy się trasa turystyczna. W głąb wzgórza morenowego biegnie niski korytarz kilkudziesięciometrowej długości. Występują w nim formy naciekowe: niewielkie stalaktyty, żebra i polewy, częściowo zabarwione na kolor czerwony, dzięki obecności związków żelaza rozpuszczonych w wodzie.

## Historia
Najstarsza wzmianka o jaskini w Mechowie pochodzi z 1818 roku, była ona jednak znana okolicznej ludności już znacznie wcześniej. Wtedy też dokonano jej pierwszych pomiarów. W 1908 roku władze pruskie uznały ją za pomnik natury. Po II wojnie światowej odkopano zasypane fragmenty, dokonano zabezpieczenia otworu wejściowego i fragmentu zagrożonego oberwaniem. Przez dziesięciolecia jaskinia wzbudzała duże zainteresowanie krajoznawców i naukowców, którzy m.in. starali się ustalić jej wiek i genezę. Współcześnie dla turystów udostępniona jest tylko niewielka, przyotworowa część jaskini, ponieważ pozostałe partie są trudno dostępne. Zwiedzanie trasy oświetlonej elektrycznie trwa kilka minut i jest płatne.

## Linki zewnętrzne

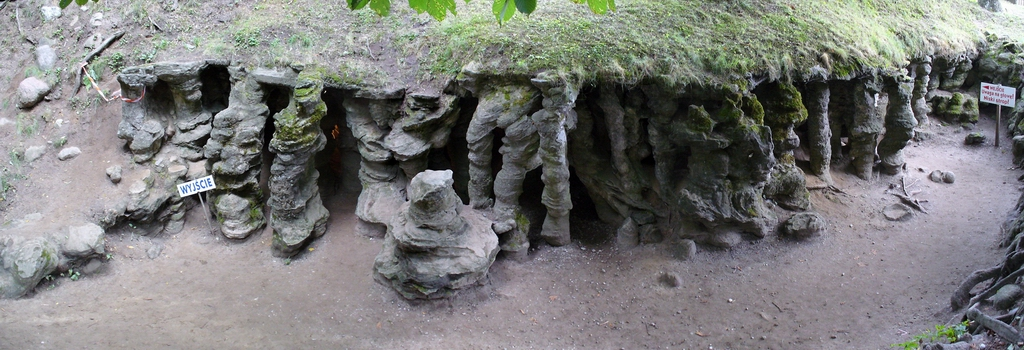
Groty Mechowskie – panorama